# コルベール (重巡洋艦)
|           | |
| 艦歴      | |
| 発注:     | |
| 起工:     | 1927年6月12日 |
| 進水:     | 1928年4月20日 |
| 就役:     | 1931年3月4日 |
| 退役:     | 下記同一 |
| その後:   | 1942年11月27日にツーロンで沈没 |
| 除籍:     | 上記同一 |
| 性能諸元  | |
| 排水量:   | 10,000トン(基準 ) 12,780トン(満載) |
| 全長:     | 196m(全長)、185m(水線長) |
| 全幅:     | 19.4m |
| 吃水:     | 6.32m |
| 機関:     | ギョ･ド･タンブル式重油専焼水管缶9基 +ラトー･ブルターニュ式ギヤード･タービン3基3軸推進                                                                          |
| 最大出力: | 90,000shp |
| 最大速力: | 31ノット |
| 兵員:     | 773名 |
| 兵装:     | 1924年型 20.3cm(50口径)連装砲4基8門 1926年型 9cm(50口径)単装高角砲8基8門 1933年型 37mm対空機関砲4基8門 13.2mm四連装対空機銃3基12丁 55cm水上魚雷発射管三連装2基 |

コルベール (Colbert) はフランス海軍の重巡洋艦。シュフラン級の1隻。艦名はルイ14世時代に大海軍建設を実行したジャン･パブチスト・コルベール・マルキ・ド・セニョレー財相に因む。

## 艦歴
ブレスト工廠で建造。1927年6月12日起工。1928年4月20日進水。1931年3月4日竣工。
就役後地中海艦隊側に配備される。スペイン内戦時にはスペイン海域で活動した。
第二次世界大戦初期は大西洋で通商保護などに当たった。イタリア参戦後の1940年6月14日、コルベールを含む重巡洋艦4隻および駆逐艦が出撃し、イタリア沿岸砲撃に向かった。コルベールは重巡洋艦デュプレクスなどと共にジェノヴァを砲撃した。
1942年11月7日、トゥーロンで自沈。戦後解体。